# Albert Southworth
Albert Sands Southworth (1811-1894) est un photographe américain. Il exploite le studio de daguerréotype Southworth & Hawes avec Josiah Johnson Hawes (1808-1901) de 1843 à 1863.

## Biographie
Southworth est l'élève de Samuel Morse, qui, en plus de ses autres activités plus célèbres, est un daguerréotypiste passionné. Le studio, situé au dernier étage d'un immeuble de Boston, dispose d'énormes lucarnes pour laisser entrer la lumière nécessaire aux expositions relativement « courtes » des portraits de leurs sujets. Alors qu'ils travaillent dans des formats allant du daguerréotype de la taille d'un médaillon, plus courant, jusqu'à l'image stéréoscopique (qui gagne également en popularité à l'époque), ils se spécialisaient dans les images en « plaque entière », une taille coûteuse plutôt grande pour un daguerréotype. Le législateur Daniel Webster, l'auteur Harriet Beecher Stowe et la réformatrice Dorothea Dix figurent parmi les clients les plus importants du duo, mais ils ont également photographié des hommes d'affaires locaux, des femmes du monde et d'autres citoyens de la région de Boston.
Southworth & Hawes ne sont pas seuls : Masury & Silsby, ainsi que John Adams Whipple sont d'éminents daguerréotypistes de Boston. Les opérations de Whipple et de Southworth & Hawes sont les plus importantes à Boston et ne sont éclipsées en Amérique (après 1853) que par les studios new-yorkais de Mathew Brady et MM Lawrence.
Dans ce qu'on pourrait peut-être appeler l'ancêtre du View-Master, Southworth & Hawes inventent un « grand stéréoscope de salon », qui permet aux spectateurs de se voir présenter de nouvelles vues de daguerréotype en tournant une manivelle. Southworth & Hawes dispose d'un de ces appareils dans la salle de réception de sa galerie pour le divertissement de ses clients.
Après que l'impression sur plaque par voie humide soit devenue à la mode, Southworth invente également en 1855 un appareil permettant de réaliser jusqu'à huit expositions du même modèle en seulement deux expositions séquentielles : en exposant la moitié d'une plaque entière avec un ensemble spécial de quatre lentilles, de tubes, puis en déplaçant l'autre moitié de la plaque en place, l'autre moitié de la plaque est ensuite exposée.